# Semi-marathon de České Budějovice
Le Semi-marathon de České Budějovice est une course de semi-marathon se déroulant tous les ans, en juin, dans la ville de České Budějovice, en République tchèque. Créée en 2012, l'épreuve fait partie en 2014 du circuit international des IAAF Road Race Label Events, dans la catégorie des « Labels d'argent ». 

## Palmarès
| Année | Vainqueur hommes                                    | Temps                                               | Vainqueur femmes                                    | Temps                                               |
| ----- | --------------------------------------------------- | --------------------------------------------------- | --------------------------------------------------- | --------------------------------------------------- |
| 2012  | Daniel Chebii                                       | 59 min 49 s                                         | Tadelech Bekele                                     | 1 h 10 min 54 s                                     |
| 2013  | Tamirat Tola                                        | 1 h 02 min 04 s                                     | Hurtesa Khedija                                     | 1 h 12 min 11 s                                     |
| 2014  | Geoffrey Kamworor                                   | 1 h 00 min 09 s                                     | Betelhem Moges                                      | 1 h 12 min 31 s                                     |
| 2015  | Abraham Cheroben                                    | 1 h 01 min 24 s                                     | Rose Chelimo                                        | 1 h 12 min 01 s                                     |
| 2016  | Barselius Kipyego                                   | 1 h 00 min 30 s                                     | Ashete Bekere                                       | 1 h 10 min 40 s                                     |
| 2017  | Justus Kangogo                                      | 1 h 02 min 47 s                                     | Agnes Barsosio                                      | 1 h 09 min 53 s                                     |
| 2018  | Luke Traynor                                        | 1 h 03 min 42 s                                     | Lilia Fisikowici                                    | 1 h 13 min 20 s                                     |
| 2019  | Yassine Rachik                                      | 1 h 03 min 02 s                                     | Lilia Fisikowici                                    | 1 h 13 min 29 s                                     |
| 2020  | Course annulée en raison de la pandémie de Covid-19 | Course annulée en raison de la pandémie de Covid-19 | Course annulée en raison de la pandémie de Covid-19 | Course annulée en raison de la pandémie de Covid-19 |
| 2021  | Vít Pavlišta                                        | 1 h 06 min 50 s                                     | Hana Homolková                                      | 1 h 18 min 51 s                                     |
| 2022  | Vít Pavlišta                                        | 1 h 08 min 18 s                                     | Tereza Hrochová                                     | 1 h 12 min 04 s                                     |
| 2023  | Tomasz Grycko                                       | 1 h 04 min 01 s                                     | Militsa Mircheva                                    | 1 h 14 min 56 s                                     |

 Record de l'épreuve